# 流行歌

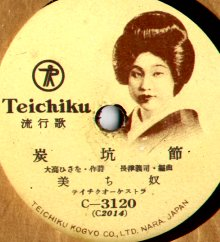
「炭坑節」（美ち奴、テイチクレコード、1950年）のSPレコード。盤面に「流行歌」の文字が見える。

流行歌（りゅうこうか）は、一時期広く世間に流布し、多くの人に好まれ歌われた歌。

## 語義・語源
1. 最広義には有史以来流行した歌のこと。流行歌を「流行（はやり）の歌」として概念的に捉えた場合の考え方で、その系譜は文献上でもおよそ平安時代にまで遡ることができる。今様などがその代表例。
2. 広義には日本の大衆歌謡のうち、レコードが発売されるようになってから商業的に「流行」した独唱または重唱の楽曲。ヒット曲全般。日本国外の大衆歌謡についても、同様の傾向を持つものは含まれる。特に各年代や各年の時代の世相をまとめ記事にした出版物で用いられる。
3. 狭義には日本の商業制作による大衆歌謡のうち、欧米のフォークソングなど新しい音楽が流入して分野が多岐に分かれる以前、昭和初期～30年代初頭までの歌曲のこと。はやりうたとも。

また過去の流行歌を指す言葉として「懐メロ」（なつめろ）というものがある。
1914年（大正3年）、神長瞭月によるレコード「流行歌・松の声」が発売される。これを契機に流行歌という言葉が使われ始めた。

## 概説
流行歌は日本のポピュラー音楽の嚆矢をなす存在である。明治以降の西洋音楽の浸透とレコード技術の移入、そして大正時代から昭和初期にかけての大衆文化の発達に伴い、庶民の娯楽として登場した。流行歌の「流行」とは、それまでの口伝えによる歌の伝播から飛躍して、録音再生技術の定着と共にラジオ放送の開始（大正14年・東京放送局本放送～15年・日本放送協会設立）という新しいメディアの作用が大きく影響している。日本の藤山一郎、三波春夫、美空ひばり、欧米のビング・クロスビーらは特に有名な流行歌手である。

### 音楽性
ギターが使用されることもあるが、主にクラシック・ギターである。譜割りも現在のポピュラー音楽と違い一定の規則を守っており、その中で個性を出すことに作曲家の才能が試されていた。「演歌」と混同されることも多いが、音楽性はかなり異なる。

### 制作
現在のように固定した1人のプロデューサーや制作集団がいるわけではなく、レコード会社の「文芸部」と呼ばれる部署が制作指揮を執った。これに応えて作詞家・作曲家が曲を作り、歌手が歌うという体制であった。なお当時は作詞家・作曲家・歌手の地位や権利を保護する仕組みがなかったこともあり、「専属契約」という形でレコード会社の「社員」として扱われていた。このため作詞家・作曲家・歌手が移籍する際には「入社」「退社」と表現することが多い。

### 録音媒体
全てSPレコードによる。音声は当時まだステレオ録音がなかったためモノーラルである。SPレコードの録音可能時間が4分程度と短いため、アルバム形式での発表はなく、すべてシングルでの発表であった。また両面で歌手が異なる場合がほとんどである。ただし組み合わせについては全く不規則というわけではなく、この歌手の裏にはこの歌手、という規則性がある程度成り立っている。

### 社会的地位

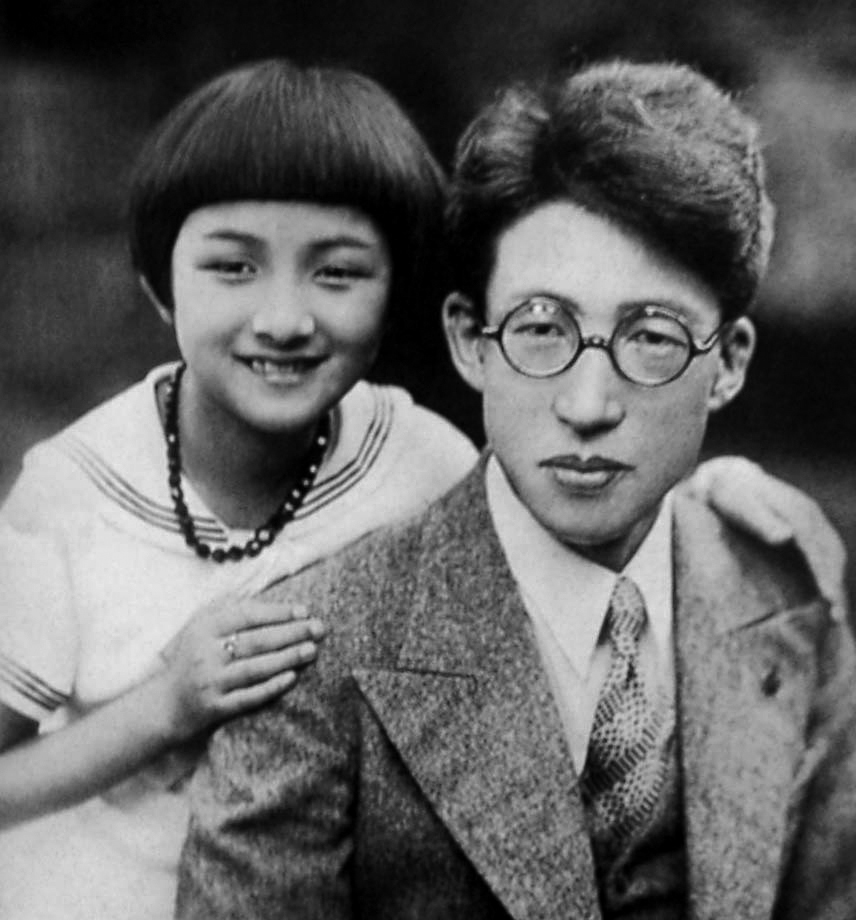
高峰秀子と東海林太郎（1936年）

なお、発表に当たっては変名を使うのが普通であった。流行歌の地位は低いものであり、歌うことに対し体裁が悪いという思いがあったためである。新人歌手は会社を掛け持ちすることが多かったため、掛け持ちが露見しないようさまざまな名前を使うことが多かった。楠木繁夫は本名の「黒田進」も含めて55個もの名前を使用していた。他方、東海林太郎のように本名で歌うケースもあった。
発生以来、庶民の娯楽として圧倒的な支持を受け「唄は世に連れ、世は唄に連れ」ということわざまででき、流行歌はその時代の世相を映す鑑として、多くの人々に愛され口ずさまれた。しかし一方で音楽愛好家の間にはクラシック音楽を至上として考え、大衆の中から生まれて来た流行歌を卑俗なものとして蔑む傾向が強くあり、時に過剰な排斥や誹謗中傷が行われることもあった。だが、電気吹込み時代の昭和流行歌はクラシック・洋楽系演奏家による歌唱が主流となり、当時の中間層の娯楽である歓楽街、家庭でも聴けるような流行歌も作られている。ただし、音楽学校出身者やオペラ歌手が流行歌をレコードに吹込む時代とはいえ、音楽学校卒業前に流行歌をレコードに吹込むことは禁止された。特に音楽学校は流行歌でのアルバイトを禁じ、事実東京音楽学校（現・東京藝術大学音楽学部）に通っていた藤山一郎は一時活動休止を余儀なくされ、その後輩である松平晃は同様のアルバイト発覚により退学している。それ以外にも男女の自由恋愛や安易に身を売る女性などをテーマにした唄もあることから、風紀上好ましくないと言う意見も多かった。このため学校などで児童・生徒が唄うことは禁止されていた。戦後もその傾向は続き、昭和24年（1949年）にまだ12歳に過ぎない美空ひばりがデビューした時にも「あんなに幼い少女に流行歌を歌わせるとは何事か」という批判も少なからずあったという。
流行歌がその価値を正当に認められるようになるのは、流行歌の時代が終わってから10年ほど経ち、テレビが家庭に普及して「懐メロ番組」が組まれ、ブームとなって以降のことである。

## 歴史
流行歌の歴史は戦前・戦中・戦後を通しておよそ30年間に及ぶが、どこを始めとしどこを終わりとするか、その範囲については人によって説が異なる。

### 演説歌
近現代日本での大衆歌謡の発祥は、明治維新直後までさかのぼることが出来る。
江戸時代の節をつけた瓦版売り「読売」の伝統が、自由民権運動の政治批判・宣伝に用いられ、演説歌とよばれた。川上音二郎の「オッペケペー節」をきっかけに壮士演歌として発展、社会問題を扱った「ダイナマイト節」「東雲節」、条約改正問題の「ノルマントン号沈没」、社会風刺の「のんき節」、文芸物の「不如帰」などが添田唖蝉坊らによって作られた。
日露戦争前後から、庶民の心情がテーマになり、演歌が艶歌とも言われるようになった。これらの歌はすべて自然発生的なもので、「商業性」を旨とする昭和流行歌の性質には程遠いものであったが、神長瞭月ら演歌師と呼ばれる人々がバイオリンの伴奏で歌って人気を集め、書生節の隆盛による大衆歌謡の基礎が作られていった。

### 「流行り唄」

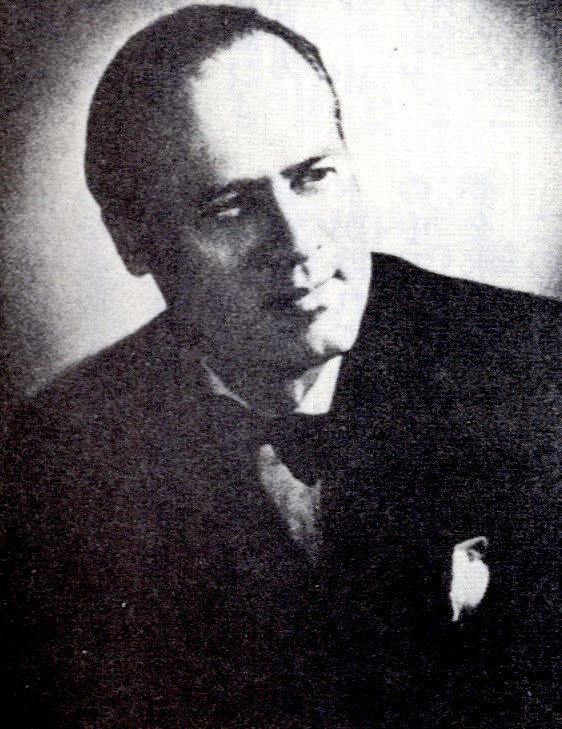
1930年代、30代の頃の藤原義江

大正期には中山晋平が西洋音楽の手法で劇中歌、流行歌を作った。「カチューシャの唄」「ゴンドラの唄」などの洋風の旋律は新鮮なイメージをあたえ、インテリ層に受けた。また「船頭小唄」はヨナ抜き短音階で作られ、昭和演歌の基本になっている。これらの歌は「流行り唄」として、演歌師たちが歌い広めた。
ヨーロッパのオペラはすでに明治時代から紹介されており、帝劇歌劇部が誕生している。同歌劇部からは、原信子、清水金太郎らがイタリア人音楽家ヴィットリオ・ローシーの下でオペラ活動に従事した。それが、浅草オペラとして花が咲き、田谷力三・藤原義江ら声楽家が育った、東京の浅草を拠点にした浅草オペラが人気を集めた。人々は「カルメン」の「闘牛士の唄」、「リゴレット」の「女心の唄」などを歌い、演歌師もアメリカの軍歌から「パイノパイ節」、インド民謡から「ジンジロゲ」などを創作、陸海軍軍楽隊や「ジンタ」と呼ばれる宣伝用の音楽隊の活動、ピアノ、ハーモニカの普及などの動きで、日本に海外の音楽が根付き流行歌の母体が生まれていく。1925年（大正14年）のラジオ放送も、音楽普及のメディアとして大きな役割を果たした。

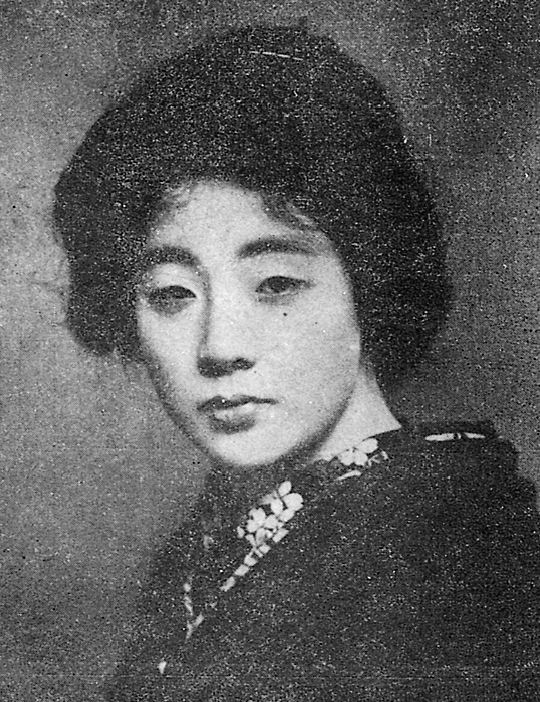
松井須磨子

一方、1890年代に録音媒体としてレコード技術が移入され、音楽の録音とその発売という商業活動が始まることになったが、それをもってしてもまだ商業性に乗じた歌は生まれなかった。この頃のレコード吹き込みの内容が講談・落語・浪曲・邦楽などそもそも音楽以外のものが圧倒的であったこと、大正時代に入ると、「流行り唄」は書生節レコードとして、オリエント、帝国蓄音器（後のテイチクとは異なる）ニットーレコードなどから、演歌師たちのレコードが発売されている。また大衆歌謡のレコード制作の態度そのものも「あくまで流行している歌を吹き込んだだけ」、つまりは演歌師たちの歌を聞きつけてレコードにするというもので、レコード会社が能動的に歌を企画・製作するわけではなかった。大正初期、松井須磨子による「カチューシャの唄」や、鳥取春陽の「籠の鳥」「船頭小唄」などは映画主題歌として商業的に成功した例外的な存在であった。
この時期の大衆歌謡を流行歌と区別して「流行り唄」「はやり唄」と呼ぶことが多い。

### 「レコード歌謡」
「流行り唄」から、流行歌への移行の胎動が見られ始めるのは、昭和3年（1928年）のことである。日本ビクター、日本コロムビアなど外資系レコード産業の成立によって、マイクロフォンを使用した電気吹込みによるレコード歌謡が誕生した。大正時代の書生節・流行り唄と異なり、レコード会社が企画・製作し宣伝によって大衆に選択させる仕組みが生まれた。その中で浅草オペラの出身の二村定一が流行歌への先鞭を付けた。二村は芸の一部として歌を用い、大正末期からジャズ・ソングをニッポノホンで吹込み、その他にナンセンスなコミックソングを多く歌っていたが、昭和3年に出したジャズ（現在のイージーリスニングにあたる軽音楽の総称）に日本語詞をつけた「あお空」「アラビヤの唄」のヒットにより、井田一郎のバンドでジャズ歌手としての活動も開始する。
一方、声楽家であった佐藤千夜子は、ビクターで昭和3年発売の「波浮の港」を吹込み本格的な流行歌手として登場した。藤原義江が米国ビクターで吹込んだ赤盤と併せてかなりのレコード売り上げをしめした。昭和4年（1929年）に「東京行進曲」をヒットさせ歌謡界の女王として「日本最初のレコード歌手」の栄誉を手にすることになる。彼女を昭和流行歌の嚆矢とする説があるゆえんである。

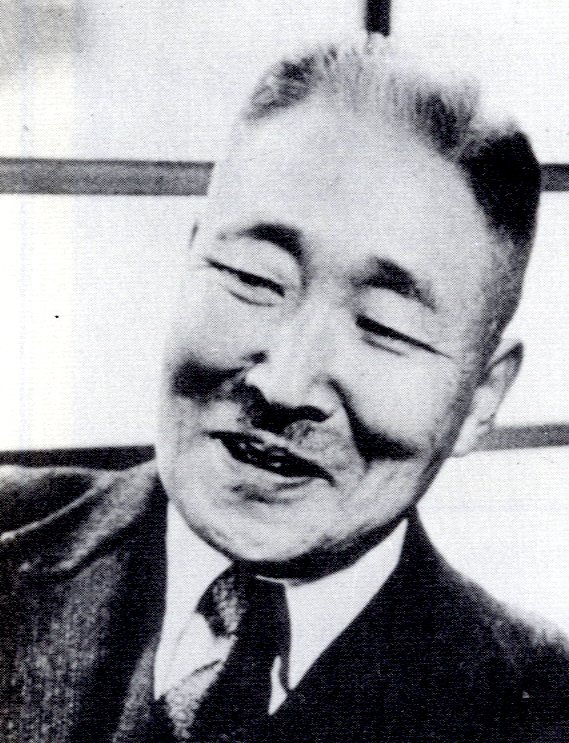
中山晋平

それまで歌手といえば書生節の街頭演歌師であり、洋楽系歌手の登場は昭和の新しい流行歌手の誕生でもあった。しかし多くの歌手は母音に響きだけのビブラートを使って声を張り上げて歌うことが多く、当時の録音技術の未熟さも相まって歌唱が不明瞭になってしまっていた。佐藤千夜子はオペラ調、二村は日本語が明瞭であり、二人の歌唱は非常に画期的であった。のち二村は舞台に専念し佐藤はイタリアへ留学してそれぞれ流行歌の世界から身を引いてしまう。しかしその後佐藤千夜子に刺激を受け、声楽家が流行歌やレコード歌謡に進出するなど、残した影響は大きかった。2人のレコードを制作していたビクターは、作曲家に中山晋平・佐々紅華。作詞家には時雨音羽・堀内敬三を擁し、他社を押さえて大きく躍進した。
流行歌の発生以後、レコード会社が乱立した。しかし多くは零細会社であった。メジャーレーベル以外の会社をマイナーレーベルと呼ぶ。マイナーレーベルの中には後のスター歌手の踏み台として使われたものもあったが、多くは無名の人物の歌を出し続け、数年で潰れることも多かった。ひどい場合には大手レコード会社の盤から無理矢理型を取って偽物の海賊版を作るものもあった。テイチクも元はマイナーレーベルであったが、古賀政男と藤山一郎を引き抜いたことで一気に大手にのし上がった。
また、戦前にはレコード店以外に夜店で流行歌のレコードが売られることがあった。その多くはマイナーレーベルのもので、その非常に軽い扱いは当時の流行歌の地位の低さを象徴的に示す事象ともいえる。なお霧島昇はこの夜店販売のレコードに吹き込んだ歌がコロムビアの社員に注目され、メジャーデビューした。
初期の流行歌では、しばしば以前のヒット曲を「廉価盤」「普及盤」「大衆盤」と称して再発することがあった。多くは盤のカップリングを変える程度であったが、まだ零細会社であった頃のテイチクは、松平晃がコロムビアでメジャーデビューした直後、過去「松平不二夫」名義で自社で出した曲を曲名を変更した上「松平晃」名義で再発するという大胆な行動に出たことがある。
佐藤のヒットから2年後の昭和6年（1931年）、コロムビアで流行歌の制作に携わっていた古賀政男は、東京音楽学校（現東京芸術大学音楽部）の学生・藤山一郎と組んで「酒は涙か溜息か」を発表した。ごく短い歌であったが、それまでの大衆歌謡と全く異なる音楽性、そして電気マイクの特質を利用した「クルーン唱法」による情感あふれる歌唱に人々は魅了され、同曲は大きなヒットを飛ばした。声楽技術の正統な解釈による歌唱は日本語の質感を高め、古賀政男のギター曲の魅力を広めることになった。なお、古賀政男、古関、中山晋平、山田耕作らは軍歌も多数書いている。
これがきっかけとなり、同様の手法による歌が各レコード会社で制作されるようになり、歌手も次々とデビューした。当初「流行小唄」と言われたが、やがて「流行歌」の名称が定着、世間に瞬く間に広がることとなった。

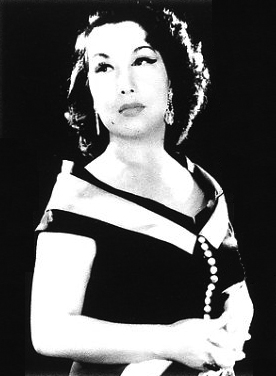
淡谷のり子

初期の頃は新興分野ということもありレコード会社の勢力も歌手の人気もはっきりしなかったが、昭和6年の古賀メロディーのヒットから昭和11年頃になると大体の勢力範囲が決まり始め、コロムビア、テイチク、ポリドールの3社が大きな勢力であった。
- コロムビアに所属したのは松平晃、中野忠晴、伊藤久男、関種子、ミス・コロムビア、淡谷のり子。
- テイチクには藤山一郎、ディック・ミネ、楠木繁夫。
- ポリドールには東海林太郎。

他にビクターとキングがあった。ビクターはかつて主力としていた作曲家の中山晋平が流行歌向きでなかったために時流に乗り遅れ、また昭和8年（1933年）ビクターに入社した藤山一郎は流行歌も歌うが本名の増永丈夫でクラシックを歌う関係上本格的でなく、徳山璉、四家文子らもクラシックの声楽家としての活動が主体であり、「涙の渡り鳥」「島の娘」「無情の夢」を作曲した佐々木俊一の台頭、日本調の小唄勝太郎らがビクターを支えていた。昭和15年以後は灰田勝彦の人気が全国的となり、戦前のビクターの看板歌手を代表した。
キングは既に流行歌手として実績を持っていた東海林太郎と専属契約をしたものの、ポリドールに借り出した際に「赤城の子守唄」でヒットを飛ばされ、そのままポリドールと二重契約を認めざるを得なくなったばかりか、相手方でばかりヒットを飛ばされるという目に遭い、結局戦前は中堅以上になれないまま終わった。
また、流行歌の作詞・作曲を専門とする作詞家や作曲家が多数出現した。作曲家では古賀政男・江口夜詩・古関裕而・服部良一らを筆頭に、竹岡信幸、阿部武雄などが、作詞家では西條八十・佐藤惣之助を筆頭に、サトウ・ハチロー、藤田まさとらが活躍した。
流行歌は庶民の生活に寄り添う形でその制作数を増し続けた。当時の第一の娯楽であった映画とリンクしたことが、普及に大いに役立つことになった。「沓掛小唄」・「旅の夜風」などの主題歌、さらに映画俳優による歌の吹き込みや人気歌手の映画出演、「百万人の合唱」「裏まち交響樂」「鴛鴦歌合戦」などの音楽映画制作が好例である。
また「赤城の子守唄」・「妻恋道中」・「裏町人生」などの正統派の演歌も多く作られ現在も歌い継がれている曲が多い。さらに「天国に結ぶ恋」・「肉弾三勇士」などの時事問題、「ハイキングの唄」・「波浮の港」・「スキーの唄」などピクニックブームや大島ブーム、スキーブームといった流行を取り入れた作品も発表された。
「祇園小唄」・「茶切節」・「東京音頭」といった「新民謡」という形で地方の風物を歌ったり、時には小唄勝太郎・市丸・美ち奴・新橋喜代三など芸者を歌手として起用して（芸者歌手）、「島の娘」「明治一代女」を代表作とする邦楽の要素を強く持った曲を打ち出した。また、ディックミネ・淡谷のり子らによる「ダイナ」・「酒が飲みたい」・「別れのブルース」など欧米のポピュラー音楽をベースにした作品は、戦後、笠置シヅ子、江利チエミ、雪村いづみらに受け継がれポップス歌謡の源流を生み出した。

### 戦争時代
時代が満州事変から日中戦争へと軍国主義化に進むと、それに呼応して、当時「新天地」とされた満州や中国大陸への憧れを「上海の花売娘」・「満州娘」など「大陸歌謡」という一ジャンルに仕立て上げたりと、さまざまな側面からその世界を拡大し、各々の個性を競い合ったのである。

#### 戦前における最盛期

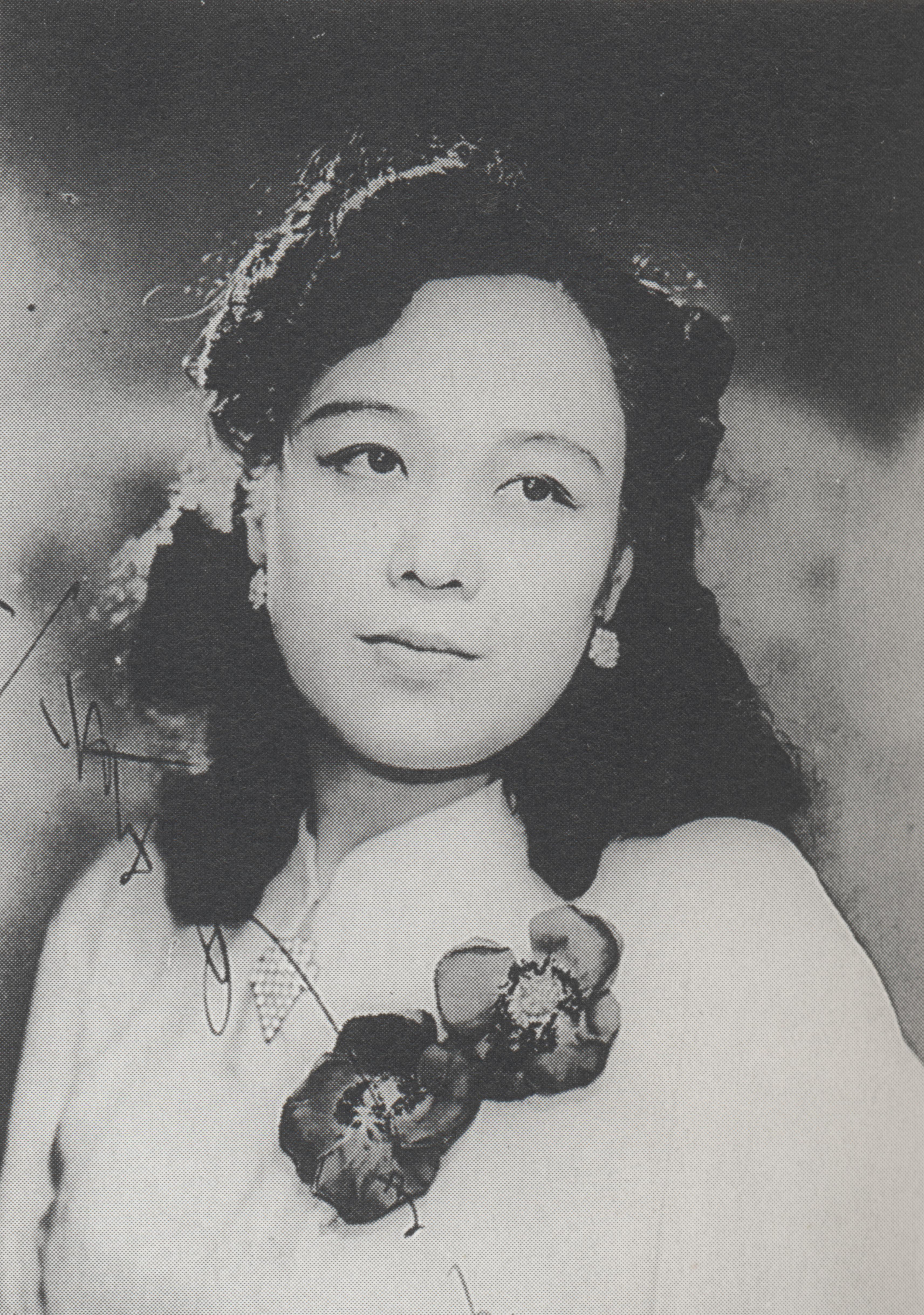
二葉あき子

流行歌の繁栄に伴い、新人歌手の起用も次第に増加してきた。特に昭和10年（1935年）以降、それまでのスターダムに続く歌手が相次いで起用され、「第二世代」とでも呼ぶべき一団を作り出した。この時期は藤山一郎・東海林太郎を頂点にし、ディック・ミネ、伊藤久男、灰田勝彦、霧島昇、淡谷のり子、渡辺はま子、二葉あき子らが外国ポピュラーソング、映画主題歌、軍国歌謡などを歌ってヒットを飛ばした。
デビューした歌手としてコロムビアの霧島昇、ポリドールの上原敏、田端義夫、キングの岡晴夫などがいる。この時代から登場する歌手は、音楽学校出身者が多かった時代、それとは無縁なところから出てきたことになる。これが演歌系歌謡曲歌手の基本となる。彼らはクラシック・洋楽系の先輩歌手たちと共存、もしくは先輩歌手にとって代わり、流行歌の戦前における最盛期を盛り立てることに貢献した。
この時期の3社の陣容を以下に示す。
- コロムビアには霧島昇、松平晃、中野忠晴、伊藤久男、ミス・コロムビア、二葉あき子、淡谷のり子、渡辺はま子、李香蘭（山口淑子）がいた（コロムビアは女性歌手が多かった）。
- テイチクには藤山一郎、ディック・ミネ、楠木繁夫がいた。（藤山一郎は昭和14年コロムビアへ移籍、楠木繁夫はビクターへ移籍）
- ポリドールには東海林太郎、上原敏、関種子、青葉笙子、田端義夫がいた。

この時は戦前で最も流行歌が栄えた時期であった。政治的には日中戦争の勃発、治安維持法制定や検閲基準の改訂を初めとする国民統制の強化など暗い話題が相次いでいるが、社会自体にはまだ余裕があり、庶民は華やかな生活を謳歌することが出来た。

### 戦時歌謡・軍国歌謡
戦争の影は否応なく流行歌の世界にも影を落とし始めた。軍歌は兵士を鼓舞させるために軍隊が作ったものや兵士の間で歌われたものをさす。軍国歌謡は新聞社やレコード会社が企画し、戦時体制などのプロパガンダを歌い、国民の戦意高揚を図ったものである。戦時歌謡は、戦争の時期の流行歌と軍国歌謡を合わせた意味をもつジャンルの名称である。1932年（昭和7年）の爆弾三勇士の件を先駆とする。
1936年6月1日「国民歌謡」がNHKで開始された。人気曲はレコード化されて大ヒットし、「朝」「椰子の実」「春の唄」など今日も愛唱されている作品があるが、「愛国の花」・「隣組」「めんこい仔馬」「国民進軍歌」など明らかにプロパガンダ的要素の強い作品も多かった。
1936年当時日本ビクター顧問だった長田幹彦は、「ああいった所謂健全な流行歌を何十万何百万となくプレスして市場へ送り出しているが,いずれも返品となって倉庫へ逆流してきて,今では持て余されている状態」と述べている。
昭和12年（1937年）の「露営の歌」の成功に伴い、このような戦争賛美・国威発揚を目的とした歌が徐々に増え、流行歌の音楽世界を蚕食し始めた。「忘れちゃいやよ」・「裏町人生」などのヒット曲が発売禁止になり統制が厳しくなった。昭和15年の「皇紀二千六百年記念」による国を挙げた記念事業も、それに拍車をかけ、人気歌手は戦地に慰問に行くことが多くなった。しかし、開戦前までは上原敏の「上海だより」「声なき凱旋」・近衛八郎の「ああ我が戦友」・音丸の「皇国の母」など兵士の望郷の念や戦友への思い、留守家族の気持ちを歌った叙情的な曲も多かった。また塩まさるの「九段の母」のように、一見すると戦時体制を讃美する内容であるが実は違う、というギミックが入っている歌もあった。これらの戦時歌謡はほとんどの場合、他の流行歌と共通の作詞家・作曲家によって作られたが、勇ましい作風を持つ作曲家が選ばれ、古関裕而や江口夜詩が代表格となった。一方、服部良一のようにモダンな作風の作曲家は不遇であった。
軍国歌謡がそうでない歌謡に対して決定的に優勢になったのが、昭和16年（1941年）の太平洋戦争勃発である。これにより国内は戦争一色の状態となり、流行歌も戦時歌謡一色となって、叙情的な戦時歌謡は「女々しい」と歌唱が禁止され、その統制対象は明治時代に作られた軍歌にまで及ぶこともあった。高峰三枝子の「湖畔の宿」などの抒情歌が「女々しい」と発禁処分になる状況となった。流行歌の世界に「前線の戦い」と「銃後の守り」、そしてプロパガンダを叫ぶ歌ばかりがあふれた。昭和18年（1943年）頃になると、戦況の厳しさに比例して戦時歌謡も凄惨な内容のものに変わって行く。「新雪」「高原の月」「勘太郎月夜唄」などがわずかながらも作られた。

#### 戦時歌謡と軍歌の違い
戦時歌謡は「軍歌」と混同されることが多いが、軍歌は軍が作成した歌曲なので、商業的に軍外部の民間で作られた戦時歌謡とは楽曲としても性格も異なる。戦後、歌手東海林太郎は自分の曲「麦と兵隊」が「軍歌」呼ばわりされるのを嫌い「あれは戦時歌謡で軍歌ではない」とコメントしている。

#### 大陸歌謡
大陸歌謡とは、日本が戦争中に直接もしくは間接的に占領した満州や上海など中国大陸を舞台にした歌で、地名や文物を交えながら、新天地を求めてさすらう旅人の哀愁や望郷の念、また男女の別れや慕情を歌った叙情歌である。舞台から「満州物」「上海物」、この分野を打ち立てた松平晃の「急げ幌馬車」の影響でよく幌馬車がアイテムとして使われたため「幌馬車物」とも呼ばれる。この大陸歌謡は戦時歌謡と違って戦争に関する明確な描写が存在せず、舞台が日本の占領地であるというだけで本質的には純粋な叙情歌・恋愛歌である。昭和9年（1934年）の発生時から一定の数を保って来た大陸歌謡は、開戦で戦時歌謡が優勢となる16年前後から急激に数を減らし、敗戦を待たずに消滅した。
大陸歌謡の叙情は、戦後発生した演歌の大きな主題の一つである「北へのさすらい」の原形であるとも言われる。

#### レコード会社の状況
戦争末期にはレコード産業自体にも統制の手が及び、敵性語追放の名の下にレーベル名や社名を強制変更されたり（「コロムビア」→「ニッチク」、「キングレコード」→「富士音盤」など）、強制合併させられたり、さらには「不要不急産業」として工場を無理矢理軍需工場に転換されたりし、企業活動は出来なくなった。昭和19年（1944年）には「月夜船」以外流行歌は発表されなくなり、この年の7月には人気歌手であった上原敏がニューギニアで戦没した。昭和20（1945年）の東京大空襲によって東京が壊滅的な打撃を受けると、4月新譜をもってレコードの製造も停止し、完全に休眠状態になった。

## 戦後の歴史

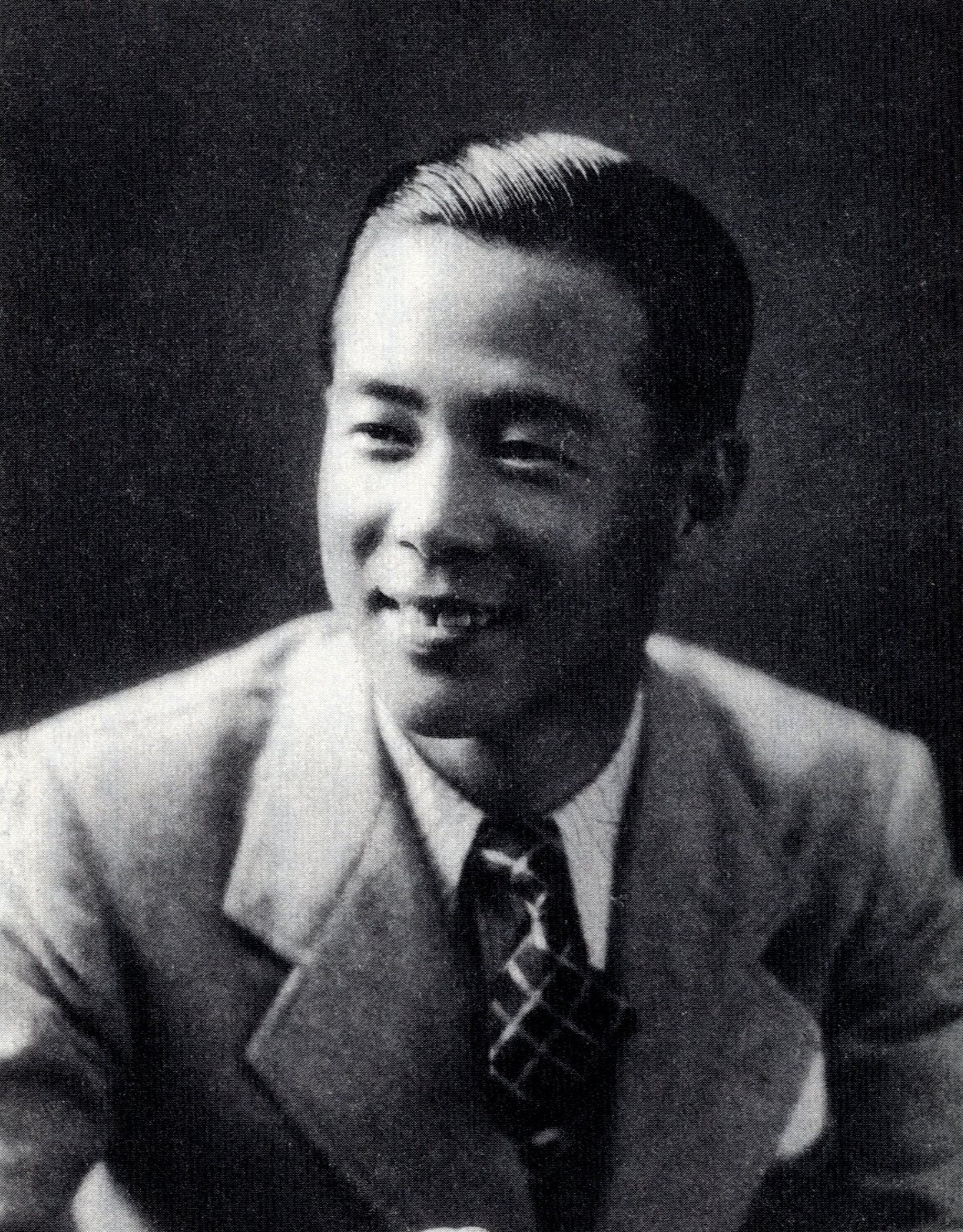
藤山一郎

敗戦後、日本のレコード業界は、さっそく各地に従軍や疎開していた歌手や作曲家・作詞家を呼び戻し始め、翌年から早くも活動を再開した。この時、レコード会社は新人歌手の開拓に腐心し、デビューしたのが美空ひばりや並木路子など「第三世代」とでも呼ぶべき歌手である。特に並木と霧島昇がデュエットした「リンゴの唄」は戦後の解放的な雰囲気を謳歌する曲として有名である。
だがこのことが、戦前からの歌手にとっては明暗を分けることになった。特にあおりを大きく受けたのが初期の歌手である。昭和一桁の時代から歌い続けている彼らは、古いイメージから脱却しようとするレコード会社の意向にそぐわない存在であった。このため自然と冷や飯食いの待遇となり、多くの歌手が引退を余儀なくされた。移籍して活動を続ける者もあったが、戦前のようなヒットが飛ばせず苦しむことが多かった。戦後も変わらずヒットを飛ばすことが出来たのは藤山一郎などごくわずかな歌手のみである。一方、第二世代、昭和10年代中盤デビューの歌手らは、まだ若く、新時代でも活躍した。
また、レコード会社の陣容も変化した。コロムビア・テイチクの強さは変わらなかったが、ポリドールが東海林太郎の移籍と上原敏の戦病死により大きな柱を失い沈下してしまう。代わりに岡晴夫など第二世代の歌手を多く擁していたキングが台頭し始めた。この時期の3社の陣容は以下の通りである。
- コロムビアには藤山一郎、霧島昇、伊藤久男、近江俊郎、美空ひばり、二葉あき子、山口淑子（旧李香蘭）（渡辺はま子はビクターへ移籍）
- テイチクには田端義夫、ディック・ミネ、淡谷のり子、菅原都々子
- キングには岡晴夫、小畑実、津村謙、松島詩子

この新旧相交ざった状態が昭和20年代中頃まで続き、その中で藤山一郎と奈良光枝のデュエットによる「青い山脈」など、戦後流行歌が数多く生まれた。
終戦直後の混乱期に、各社で戦前の曲で戦時色のないものが再発された。戦争直後で混乱していたのか、松山時夫の「片瀬波」を誤って松平晃の曲として再発し、後世ファンを混乱させることもあった。

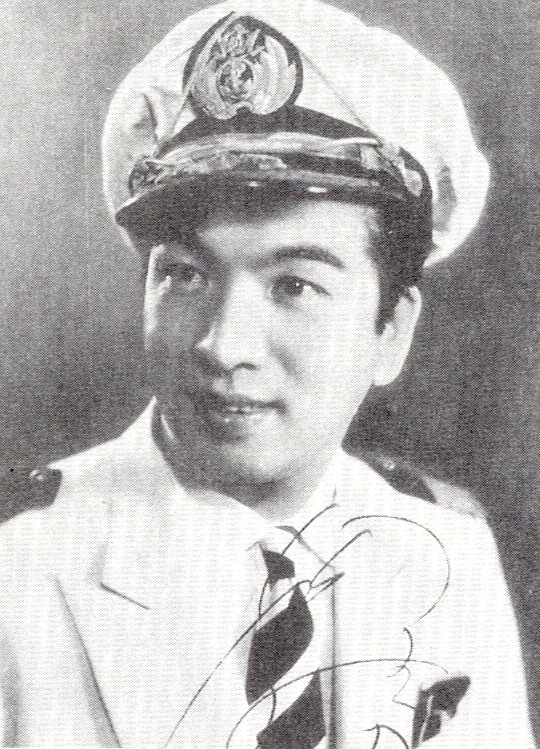
岡晴夫

次第に若い戦後派の勢力が増し、音楽性も戦後の明るさを強調する目的から戦前とは違う発展を遂げ始めた。これに戸惑ったのが戦前派の歌手である。彼らの多くは昭和28年（1953年）を過ぎる頃からヒットが出にくくなってきた。特に流行歌界に衝撃を与えたのが、藤山一郎のレコード専属歌手としての引退宣言である。
初期歌手の中で最前線に立っていた藤山も、昭和28年以降ヒットが出づらくなっていた。さらに彼自身、今の流行歌界の現状に強い不信感をおぼえ「今の唄はパチンコ・ソングが多い」と批判していた。藤山は昭和29年（1954年）に引退を決意し、23年間のレコード専属歌手生活に終止符を打った。以降、本来の西洋古典音楽に戻り、NHKの音楽放送を通じてクラシック歌曲、ホームソング、家庭歌謡の普及に努めた。また、紅白歌合戦では東京放送管弦楽団の指揮者として出場し、社歌、校歌などの作曲を手掛け、指揮者・作曲家としても活躍した。
こうして戦前派の歌手は昭和30年代半ばまで紅白歌合戦に出場していたとはいえ、ヒットの表舞台からほぼ去り、流行歌界は演歌系歌手の戦後派の天下となった。

### 戦争体験と歌謡
戦時歌謡は戦後もシベリア抑留に遭い境遇と生還の思いを現地で歌った「異国の丘」やシベリア抑留からの復員の喜びを描いた「ハバロフスク小唄」、異国の戦犯裁判の悲劇を歌った「ああモンテンルパの夜は更けて」、引き上げ船を歌った「かえり船」などがある。また、インドネシアの大衆歌謡「ブンガワンソロ」が戦後藤山一郎、松田トシによって歌われるなど、日本軍占領地の唄が輸入された。
戦後、戦時歌謡の作詞家・作曲家の中には戦争賛美に加担したことを「戦犯」といわれ、また自身でも悔い、罪悪感にさいなまれた者も少なくない。古関裕而は大戦末期に作曲した『比島決戦の唄』について「私にとっていやな歌で、終戦後戦犯だなどとさわがれた。いまさら歌詞も楽譜もさがす気になれないし、幻の戦時歌謡としてソッとしてある。」と証言している。

### 戦後音楽の変容
戦前派の撤退を横目に、新人歌手の開拓は続いていた。ビクターは鶴田浩二、三浦洸一、テイチクは三波春夫、コロムビアは島倉千代子、村田英雄がそれぞれデビュー。特にキングは昭和20年代末から30年代にかけて、春日八郎や三橋美智也をデビューさせ、戦前とは比べ物にならない勢いを誇った。また石原裕次郎やザ・ピーナッツなど、新しいタイプの歌手も次々登場した。特に、ザ・ピーナッツは当時の日本における洋楽のカバーと発展しつつあった演歌という二つの流れの中に当時斬新であった和製ポップスを持ち込み、以後の日本歌謡における多ジャンル化への契機ともなった。
このように戦後派が天下を取る状況となったことにより、流行歌の変容は昭和35年（1960年）を境に流行歌の音楽性は大きく変容した。器楽的な部分はなりを潜め、のちの「演歌」や「歌謡曲」に通じるような曲が多く生まれた。このため、この時期の「第四世代」ともいうべき歌手を「流行歌歌手」として認めない意見も多い。

#### 演歌との分裂
昭和38年（1963年）、コロムビアの一レーベルであったクラウンが「日本クラウン」として分離独立し「演歌」を専門とするようになる。流行歌と「演歌」が分裂した。

#### LPレコード
またその前年、昭和37年（1962年）にはSPレコードの生産が打ち切られた。昭和30年代に入って急激に生産量が増えたLPレコードにSPレコードは圧倒されていたが、ここに至ってついに駆逐されるに至った。現象としては新旧技術の交替であり偶然時期が一致したにすぎないが、SPレコードは長らく流行歌の担い手であっただけに、流行歌の命脈が尽きかけていることを暗示する出来事となった。

### 終焉とその後
同時進行的に英米からフォークソングやザ・ビートルズといった新しい音楽が大量に流入し、ビートルズなどに影響を受けたグループ・サウンズなども生まれ、日本の音楽界は一気に多様化することになる。こうなるともはや日本の大衆音楽はジャンルとしてひとくくりに出来るものではなくなり、音楽ジャンルとしての「流行歌」は1960年代初めをもって事実上の終焉を迎えた。その後、流行歌にたずさわった歌手や作詞家・作曲家たちは、演歌歌手に転向したり歌謡曲と違う分野に転身したりと散り散りになり、やがて多様化する音楽分野の波の中に埋没して行った。
1960年代にデビューした弘田三枝子がザ・ピーナッツの和製ポップスに続いてリズム・アンド・ブルースのジャンルを日本に持ち込み、日本歌謡界における楽曲ジャンルの多ジャンル化に拍車が掛かった。流行歌手出身で演歌歌手的なスタンスをとっていた美空ひばりも1989年に死去し、以後1990年代にJ-POPやラップなどのジャンルが誕生するなど、現在に至るまで日本の楽曲は多種多彩なジャンルが生まれている。

## 音源復刻
流行歌ではSP盤を直接聴く以外に「音源復刻」の形で音源を聴くことが出来る。SP盤は骨董品で高価である上に普通のレコードプレーヤでは聴くことが出来ないため、LP・EP盤、またはCDが普及した現状にあって「復刻」の形で媒体変換することが求められている。CD全盛期の現在においてLP・EP盤を媒体変換してCD化するのと同じ感覚であるが、これに対し「高音域がカットされて味がない」との批判があるように、SP盤からの変換にも「ディレイをかけすぎている」などの批判が少なからずある。

### 各社の復刻状況
音源復刻に関しては現存するどのレコード会社も行っているが、その状況については会社によって大きく異なる。
年代別
- 昭和40年代

第一次懐メロブームの時期でもあり、またレコード購入層が当時“リアルタイム”だった世代でもある。ステレオ音源に似せたいわゆる疑似ステレオ化されたものが多く、歴史資料的にみると音は醜いものが大半である。また、復刻された曲はヒット曲がメインである。
- 昭和50年代

昭和初期創業した各社が創業50周年の節目を迎え、歴史的資料（ノン・ヒット曲を多く収録）としての復刻をしたものが各社から発売された。特にコロムビアから発売された30枚組がレコード大賞特別賞を受賞した。他にビクターから戦前10枚・戦後8枚（のちさらに30枚組）、ポリドールから戦前・戦後それぞれ10枚組、キングから25枚組、テイチクから10枚組、ニットー・タイヘイ・マーキュリーから24枚組（通販のみ、元々25枚組だったが最後の1枚は諸般の理由によりカット）と組み物として発売されている
- 昭和60年代～平成初期

21世紀を迎えさらに20世紀の遺産としての位置づけで未復刻のものを中心にCDとして発売されている。
レコード会社別
- コロムビアは、最も積極的に復刻を行っている。昭和30年代に既に復刻を行った実績があり、昭和40年代頃から次々と自社の持つ大量のSP音源を利用して歌手別の復刻を行った。特にごく一時期しか在籍しなかった楠木繁夫や津村謙など、会社内ではマイナーな存在である歌手の音源を大量に復刻したのは他社に例がない。CD時代になっても定期的にSP音源を復刻し続け、最近では「音聴盤」と称する廉価の復刻盤も販売している。
- テイチクは流行歌時代からある会社の中でも特に消極的。「流行歌」そのものの復刻には積極的であるものの、その音源は後述のステレオ音源に頼っており、楠木繁夫などステレオ音源がない歌手以外、SP音源はほとんど復刻された実績がない。同社を大手にのし上げた藤山一郎のものですら過去数えるほどしか復刻されていない。ようやく平成期に、デイック・ミネ、古賀政男の作品集上下二巻、ジャズソング全集が出た程度である。
- ポリドールは復刻には比較的積極的であるが、東海林太郎と上原敏に大きく比重が偏っている。同社の流行歌時代はこの2人が牽引したと言っても過言ではなく、また現在でも根強い人気があることから集中的に復刻が行われていると考えられる。ただし、CD全集になると東海林は出ているが上原のはまだ出ていない。また、田端義夫・北廉太郎など他の歌手については、何度か個人で復刻された実績のある歌手もいればオムニバスなどで思い出したようにしか復刻されない程度の歌手もいるなど、各々の歌手間で差が大きく不均一で、その点ではコロムビアに劣る。
- キングは復刻には積極的。同社の勢力が大きかったのが戦後であるため戦後の曲が中心であるが、歌手別の復刻盤を出すなど他社と比較しても多い方である。全集類では戦前の曲や会社設立期の曲も積極的に復刻し、貴重な音源を提供する。
- ビクターは昭和の終わり頃まで金属原盤をほぼ完全な形で保管していたこともあって他社と異なり戦前の曲は“原盤”から、戦後の曲は他社同様“盤起こし”でほぼ流行歌時代全てに渡って復刻を行っている。歌手別の復刻盤も出しており、特に藤山一郎については何度も復刻。コロムビアとテイチクにはさまれて影が薄れがちなビクター時代の貴重な音源を提供している。

このほか、会社同士の協力による横断復刻が行われた例がいくつかあるが、そもそも流行歌の復刻自体が「需要が少ない」と軽視されている面があるため、どの会社も相互協力には腰が重く、大部なものしか発売されたことがなかった。しかし2008年（平成20年）1月、上記の大手5社の協力で「青春歌年鑑」シリーズの姉妹盤として「青春歌年譜」シリーズがCD2枚組・全10巻という比較的手に入れやすい形で発売され、会社をまたいだ流行歌の鑑賞が楽に行えるようになった。

### ステレオ音源
昭和40年代の「懐メロブーム」により、当時存命であった流行歌手はテレビに出演するだけでなく、新たに過去の曲を録音し直した。これは当時実用化されて間もないステレオ録音によるものであり、一般的に「ステレオ音源」と呼ばれてSP原盤の音源と区別する。
しかし再録音する際にたいていの場合編曲し直しているため、ファンの受け止め方はさまざまで、ステレオ音源の編曲をさかしらとして嫌悪感を持つ者も少なくない。また復刻をSP原盤ではなくステレオ音源主体で行うこともあり、原盤を聴きたいと願うファンから顰蹙を買っている。

## 関連図書
- 貴志俊彦『東アジア流行歌アワー―越境する音 交錯する音楽人』（岩波現代全書15）、岩波書店、2013年10月